# Транспорт Росії
Транспорт Росії представлений автомобільним , залізничним , повітряним , водним (морським, річковим і озерним)  і трубопровідним , у населених пунктах  та у міжміському сполученні діє громадський транспорт пасажирських перевезень. Площа країни дорівнює 17 098 242 км² (1-ше місце у світі). Форма території країни — складна, витягнута широтно; максимальна дистанція з півночі на південь — 4500 км, зі сходу на захід — 9650 км. Географічне положення Росії дозволяє країні контролювати морські транспортні шляхи навколо Євразії Північним морським шляхом через Арктику, повітряні коридори між Європою та Азією, Північною Америкою та Азією.

## Автомобільний
Загальна довжина автошляхів у Росії, станом на 2012 рік, дорівнює 1 283 387 км, з яких 927 721 км із твердим покриттям (39 143 км швидкісних автомагістралей) і 355 666 км без нього (5-те місце у світі).

## Залізничний
Загальна довжина залізничних колій країни, станом на 2014 рік, становила 87 157 км (3-тє місце у світі), з яких 86 200 км широкої 1520-мм колії (40 300 км електрифіковано), 957 км вузької 1067-мм колії (Сахалін). Приблизно 30 тис. км залізничних колій використовується у відкритих кар'єрах.

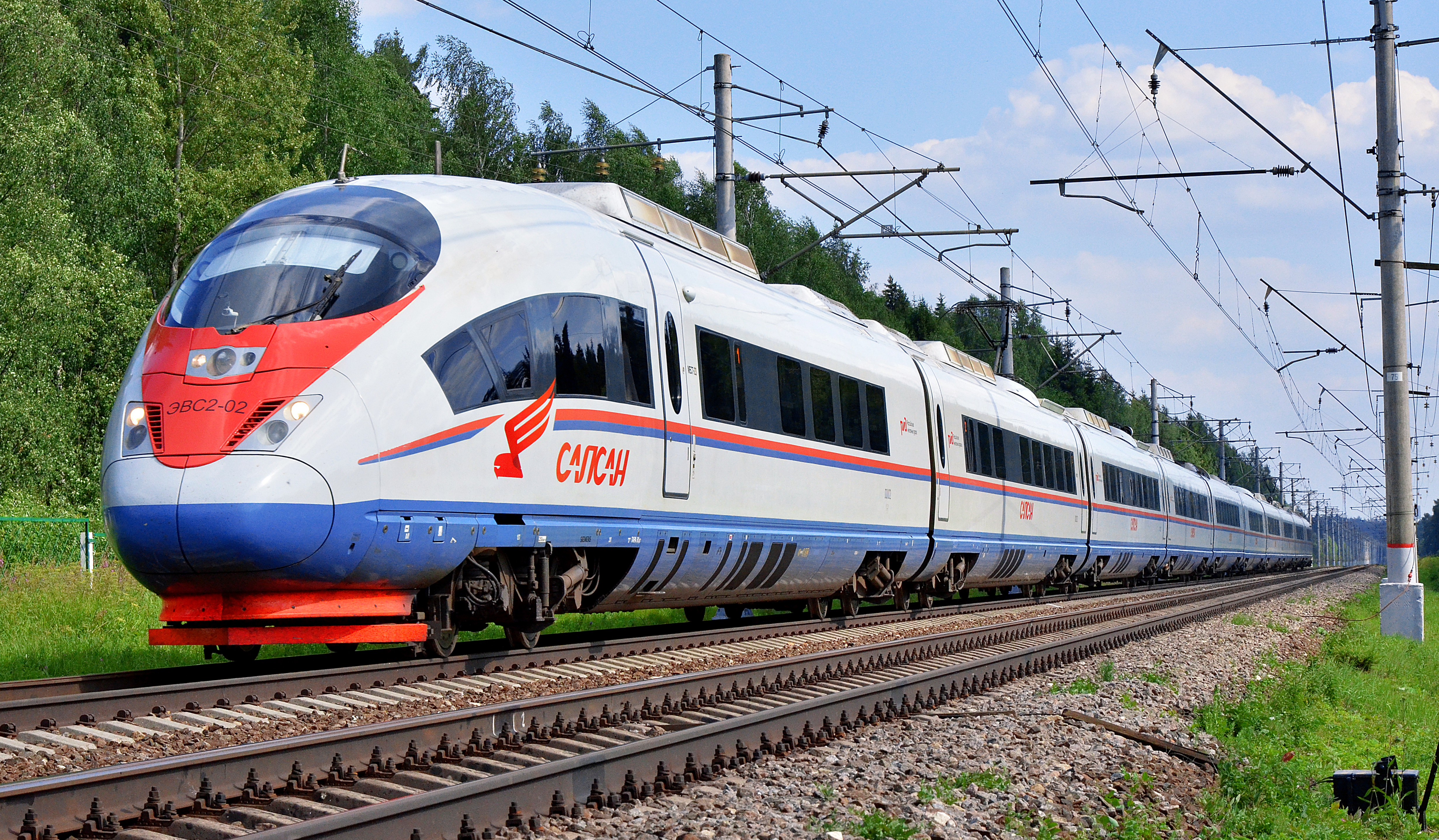
Електропоїзд «Сапсан» від компанії Сіменс
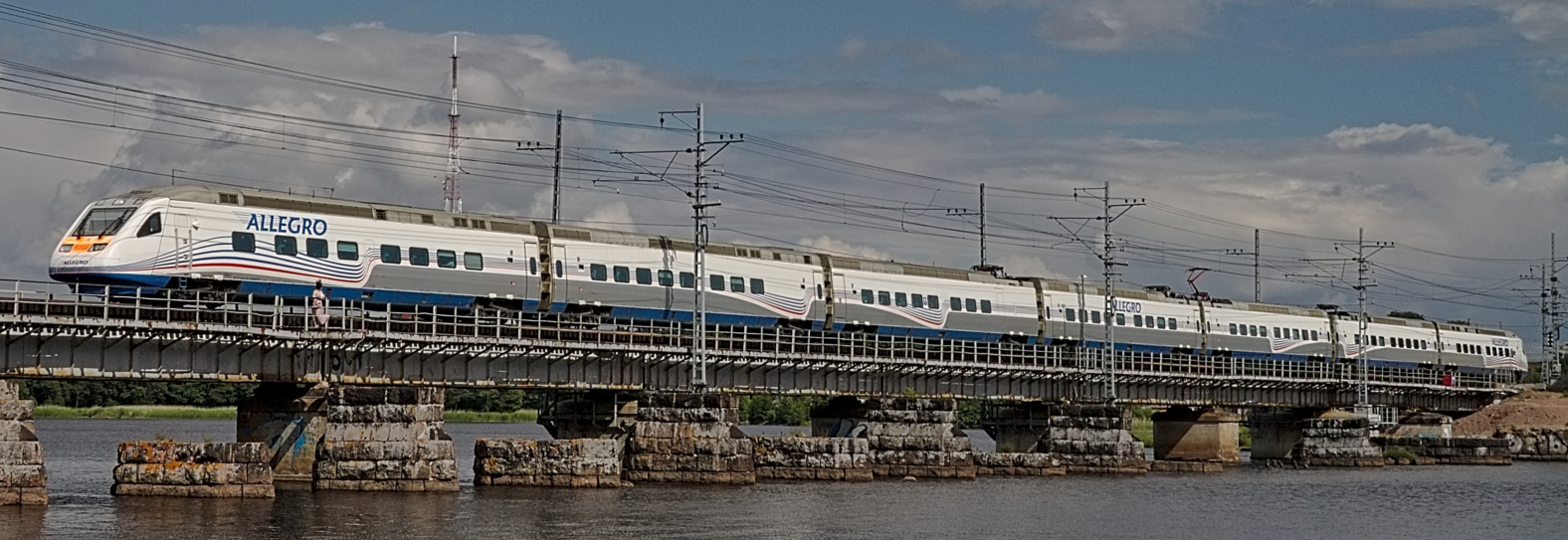
Поїзд «Аллегро»біля Виборга
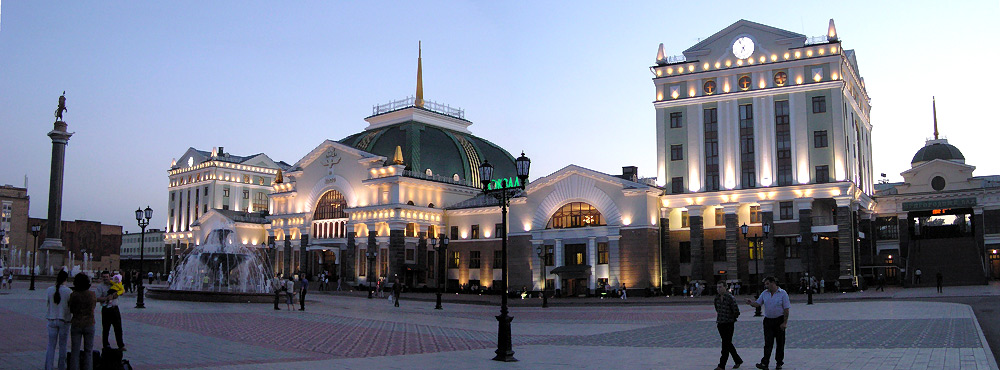
Залізничний вокзал Красноярська

## Повітряний
У країні, станом на 2013 рік, діє 1218 аеропортів (5-те місце у світі), з них 594 із твердим покриттям злітно-посадкових смуг і 624 із ґрунтовим. Аеропорти країни за довжиною злітно-посадкових смуг розподіляються так (у дужках окремо кількість без твердого покриття):
- довші за 10 тис. футів (>3047 м) — 54 (4);
- від 10 тис. до 8 тис. футів (3047-2438 м) — 197 (13);
- від 8 тис. до 5 тис. футів (2437—1524 м) — 123 (69);
- від 5 тис. до 3 тис. футів (1523—914 м) — 95 (81);
- коротші за 3 тис. футів (<914 м) — 125 (457)[1].

У країні, станом на 2015 рік, зареєстровано 32 компанії авіаперевізників, які оперують 661 повітряним судном. За 2015 рік загальний пасажирообіг на внутрішніх і міжнародних рейсах становив 76,8 млн осіб. За 2015 рік повітряним транспортом було перевезено 4,76 млрд тонно-кілометрів вантажів (без врахування багажу пасажирів).
У країні, станом на 2013 рік, споруджено і діє 49 гелікоптерних майданчиків.

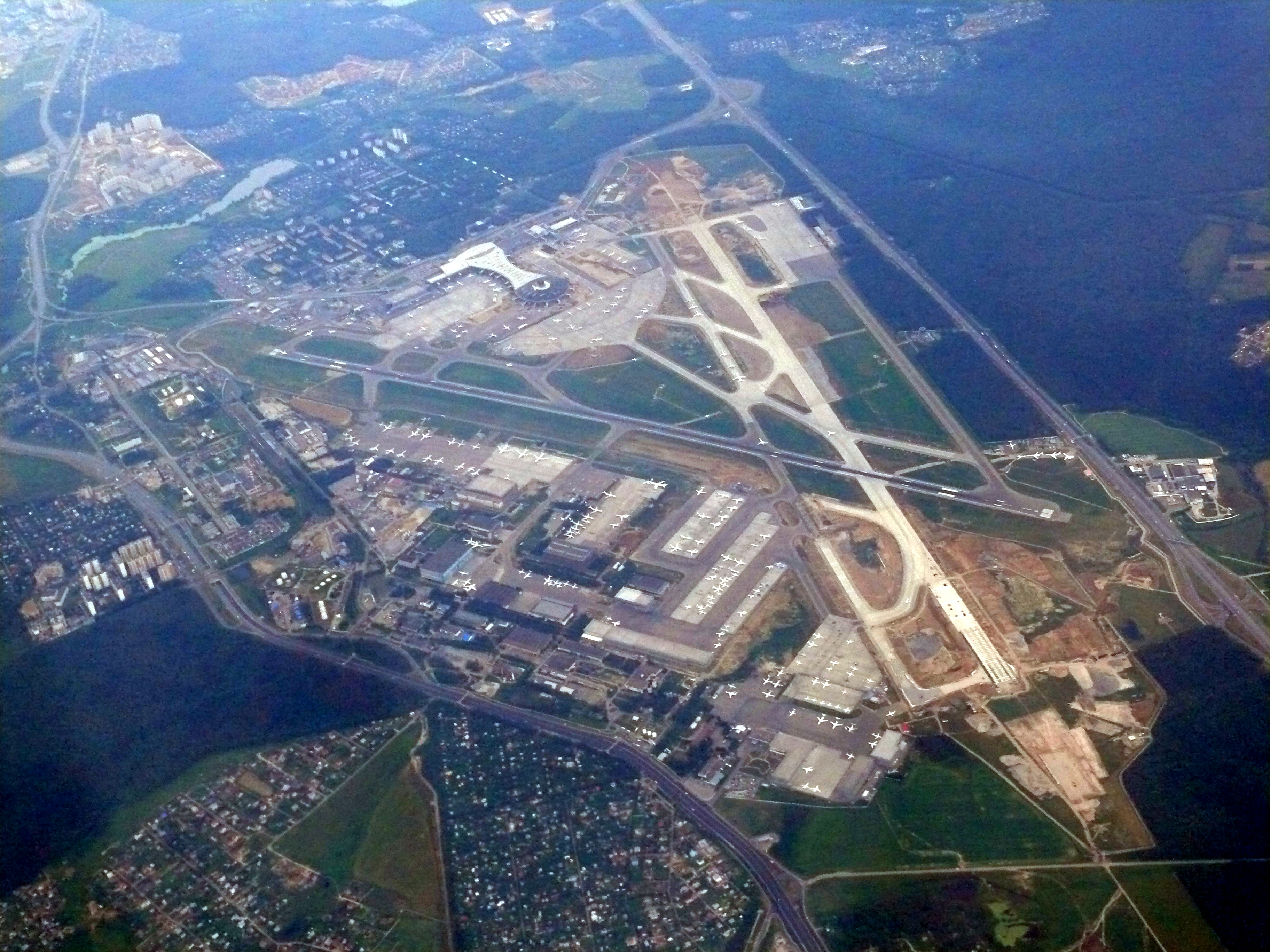
Московський міжнародний аеропорт Внуково
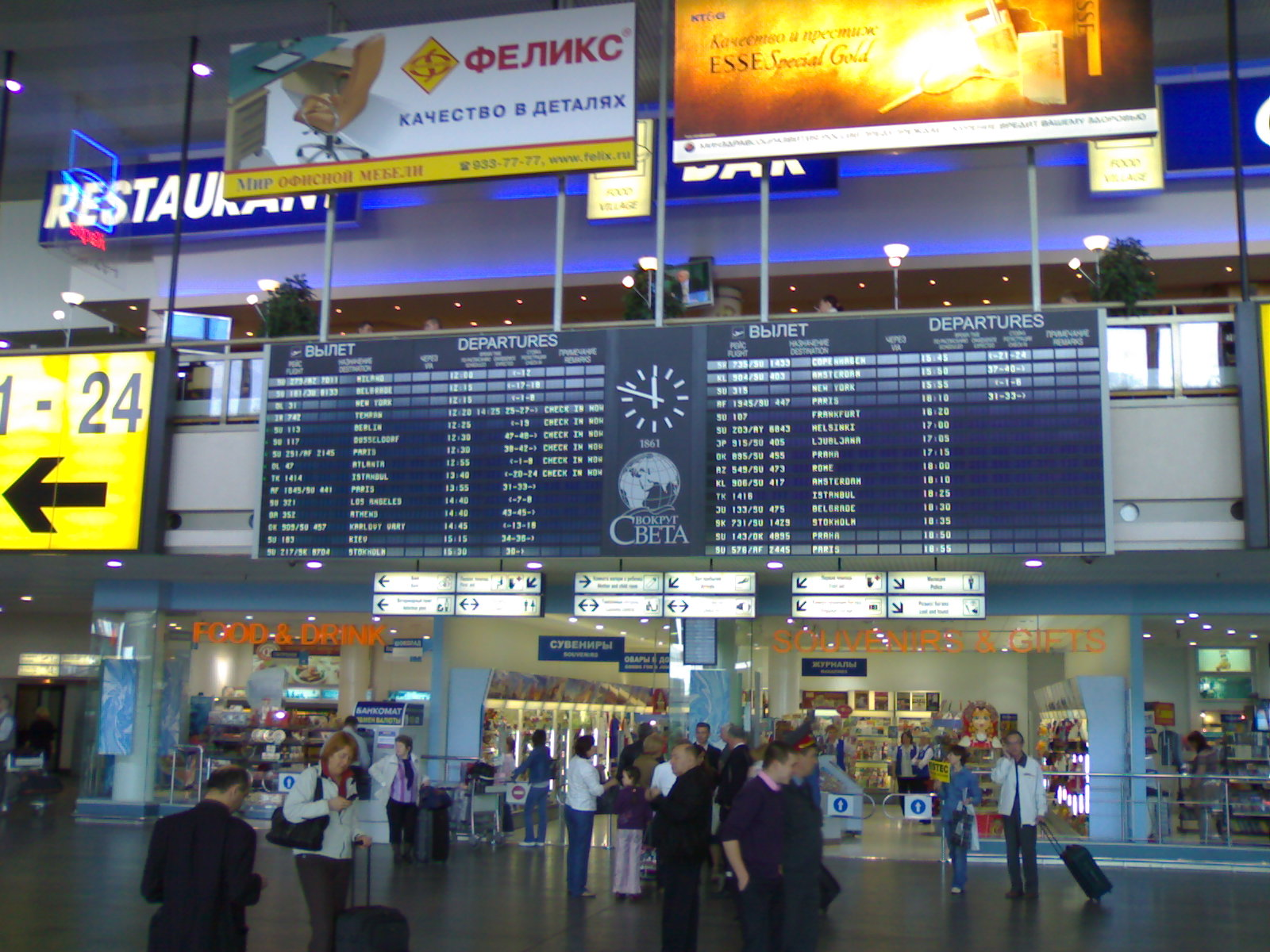
В аеропорту Шереметьєво
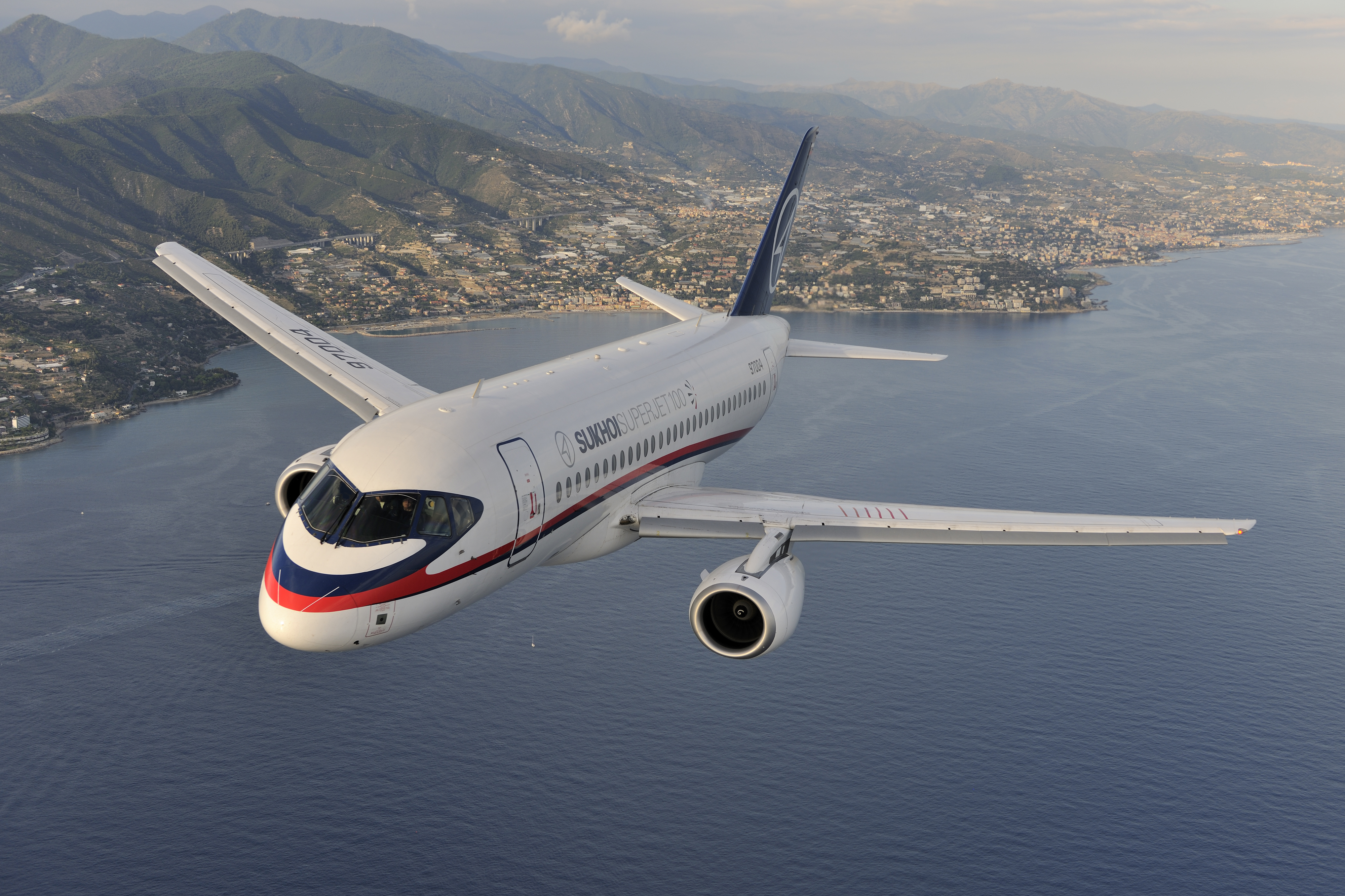
Sukhoi Superjet 100

Росія є членом Міжнародної організації цивільної авіації (ICAO). Згідно зі статтею 20 Чиказької конвенції про міжнародну цивільну авіацію 1944 року, Міжнародна організація цивільної авіації для повітряних суден країни, станом на 2016 рік, закріпила реєстраційний префікс — RA, заснований на радіопозивних, виділених Міжнародним союзом електрозв'язку (ITU). Аеропорти Росії мають літерний код ІКАО, що починається з — U.

## Водний

### Морський
Головні морські порти країни: Калінінград, Санкт-Петербург, Находка, Новоросійськ, Восточний. Нафтові термінали: порт Кавказ (Чорне море), Приморськ (Балтійське море). Річний вантажообіг контейнерних терміналів (дані за 2011 рік): Санкт-Петербург — 2,37 млн контейнерів (TEU). СПГ-термінали для експорту скрапленого природного газу діють на Сахаліні.

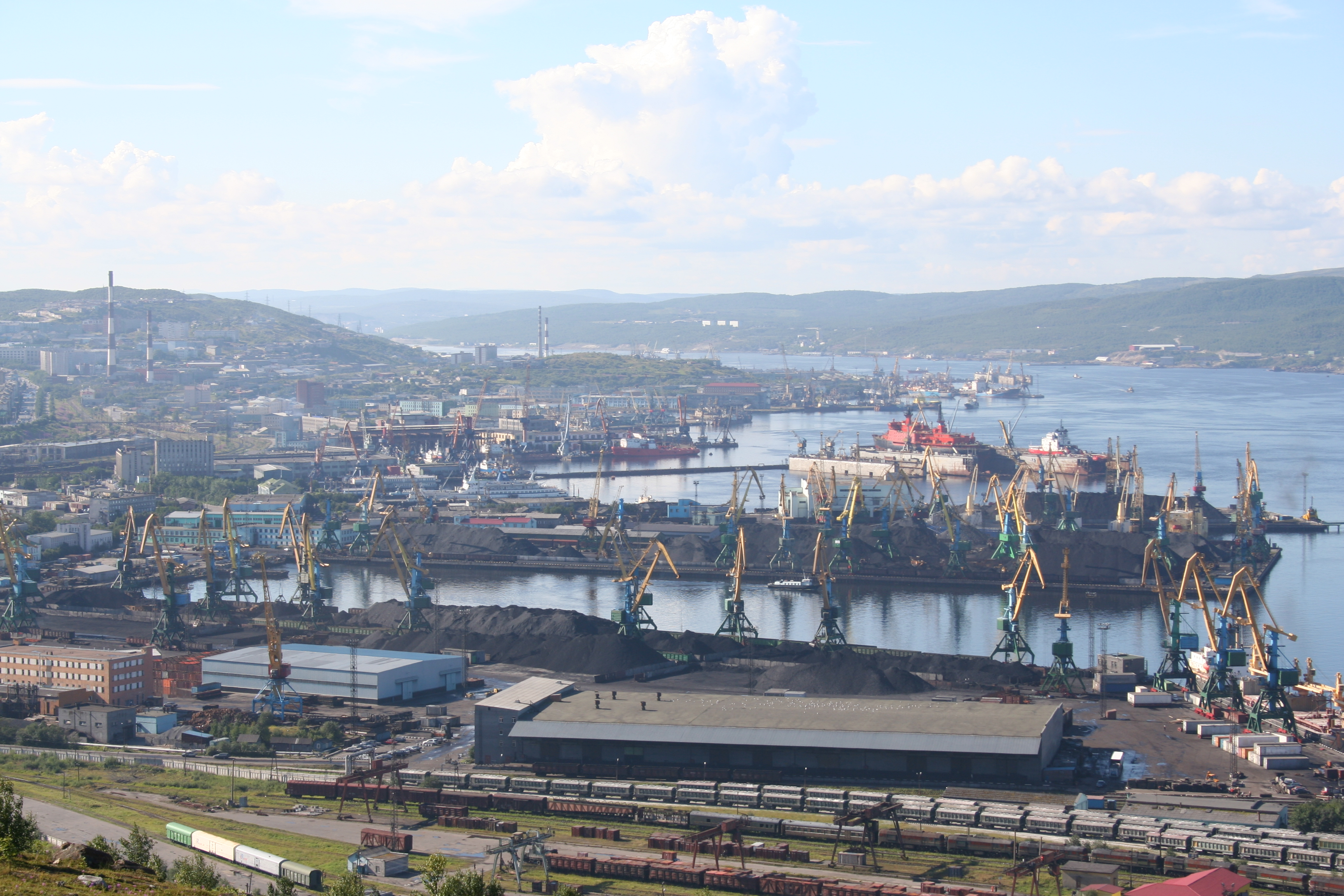
Мурманський порт (Баренцове море)
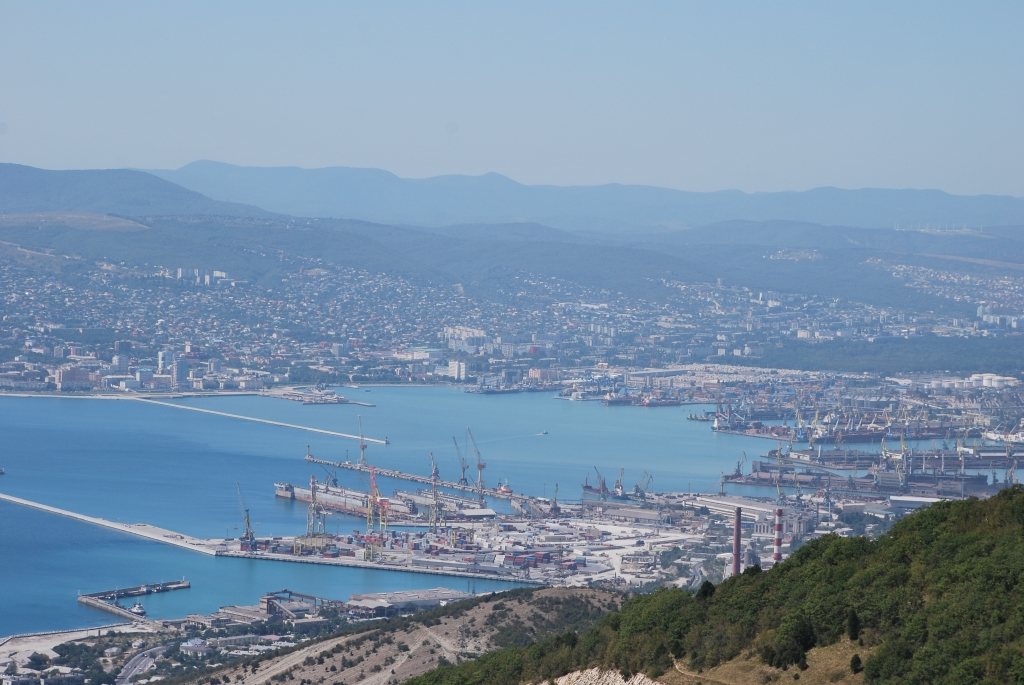
Новоросійський порт (Чорне море)
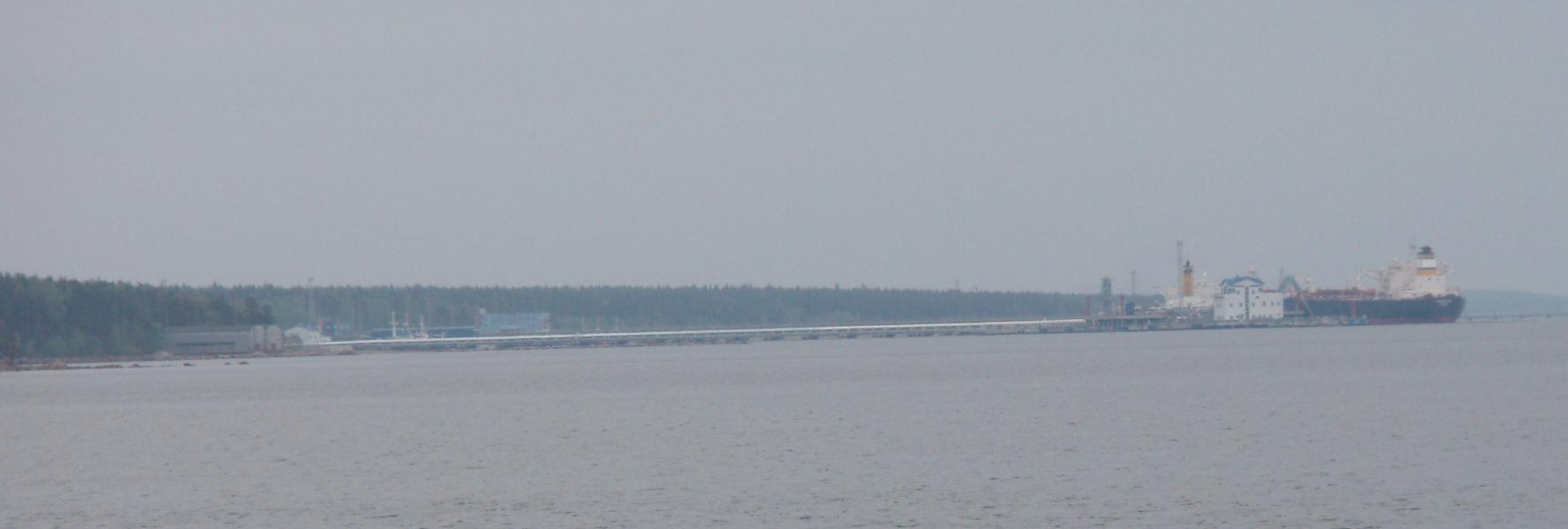
Нафтоналивний причал у Приморську

Морський торговий флот країни, станом на 2010 рік, складався з 1143 морських суден з тоннажем понад 1 тис. реєстрових тонн (GRT) кожне (11-те місце у світі), з яких: балкерів — 20, суховантажів — 642, інших вантажних суден — 3, танкерів для хімічної продукції — 57, нафторудовозів — 42, контейнеровозів — 13, пасажирських суден — 15, вантажно-пасажирських суден — 7, нафтових танкерів — 244, рефрижераторів — 84, ролкерів — 13, спеціалізованих танкерів — 3.
Станом на 2010 рік, кількість морських торгових суден, що ходять під прапором країни, але є власністю інших держав — 155 (Бельгії — 4, Кіпру — 13, Естонії — 1, Ірландії — 1, Італії — 14, Латвії — 2, Нідерландів — 2, Румунії — 1, Південної Кореї — 1, Швейцарії — 3, Туреччини — 101, України — 12); зареєстровані під прапорами інших країн — 439 (Антигуа і Барбуди — 3, Бельгії — 1, Белізу — 30, Болгарії — 2, Камбоджі — 50, Коморських Островів — 12, Островів Кука — 1, Кіпру — 46, Домініки — 3, Грузії — 6, Гонконгу — 1, Кірибаті — 1, Ліберії — 109, Малайзії — 2, Мальти — 45, Маршаллових Островів — 5, Молдови — 5, Монголії — 2, Панами — 49, Румунії — 1, Сент-Кіттсу і Невісу — 13, Сент-Вінсенту і Гренадин — 11, Сьєрра-Леоне — 7, Сінгапуру — 2, Іспанії — 6, Вануату — 7, невстановленої приналежності — 19).

### Річковий
Загальна довжина судноплавних ділянок річок і водних шляхів, доступних для суден з дедвейтом більше за 500 тонн, 2009 року становила 102 000 км (2-ге місце у світі). У європейській частині країни існує розгалужена мережа водних транспортних шляхів загальною довжиною 72 тис. км, що поєднує каналами річкові системи Білого, Балтійського, Чорного, Азовського і Каспійського морів. Головні річки цієї системи: Волга з притоками Ока і Кама, Дон, озера Ладозьке і Онезьке.
Головні річкові порти країни: Санкт-Петербург на річці Нева.

## Трубопровідний

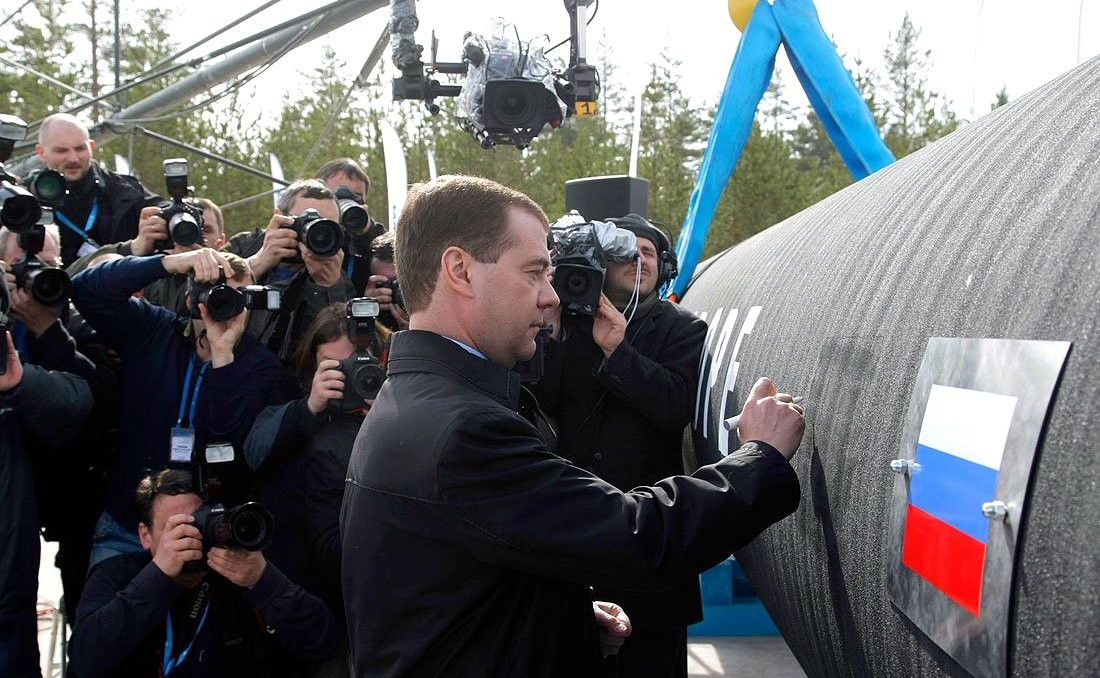
Дмитро Медведєв на відкритті початку будівництва газогону «Північний потік», 9 квітня 2010 року

Загальна довжина газогонів у Росії, станом на 2013 рік, становила 163 947 км; трубопроводів зрідженого газу — 1 378 км; нафтогонів — 80 820 км; інших трубопроводів — 40 км; продуктогонів — 13 658 км; водогонів — 23 км.

## Міський громадський

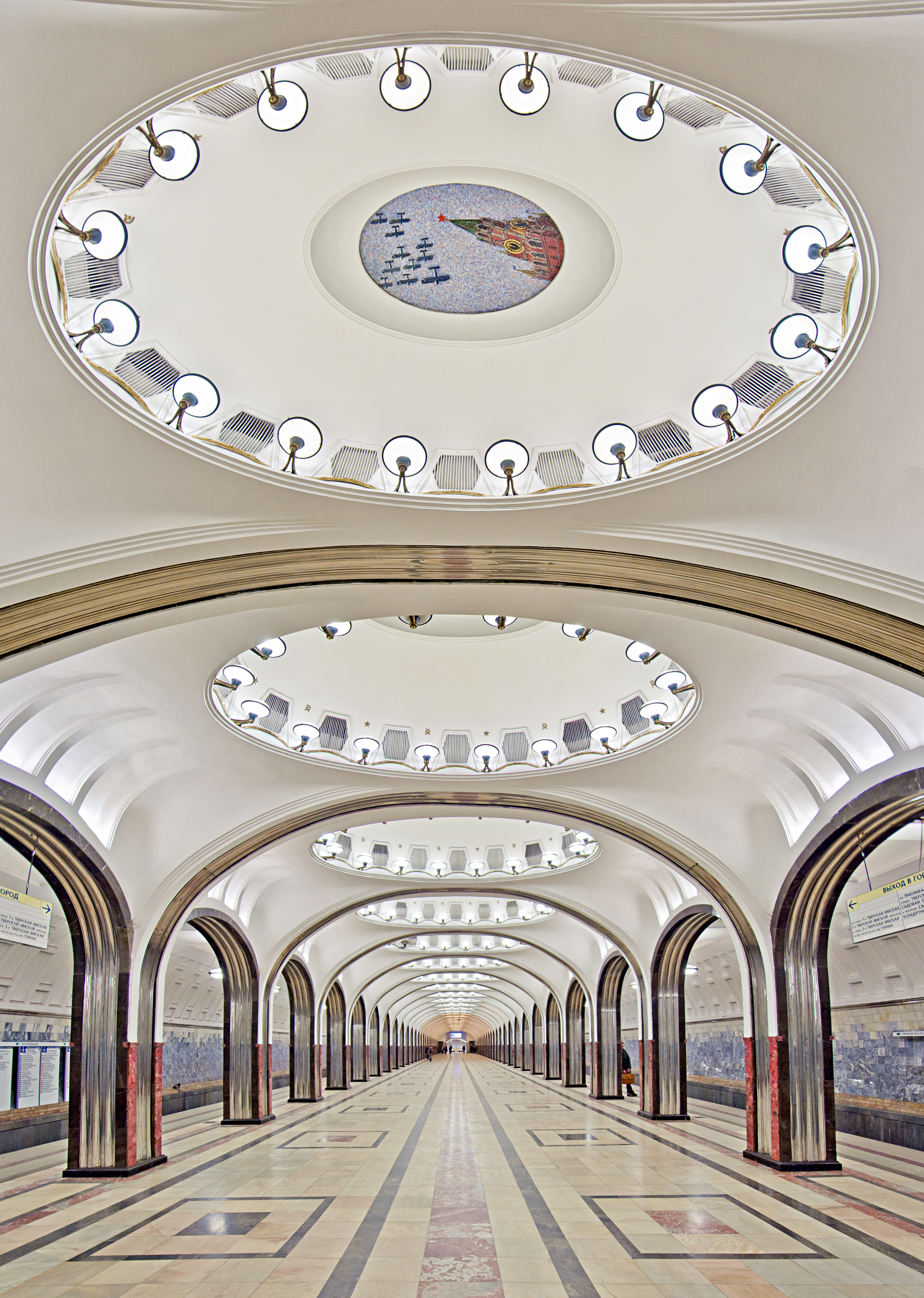
Московський метрополітен
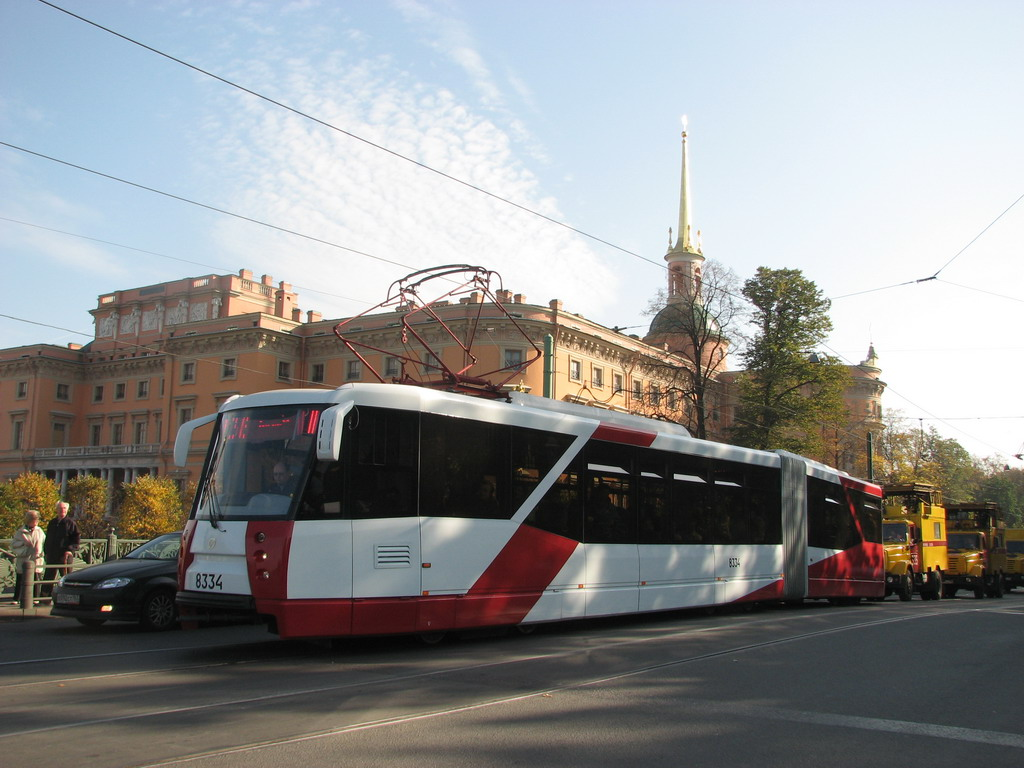
Трамвай у Сакт-Петербурзі, 2007 рік
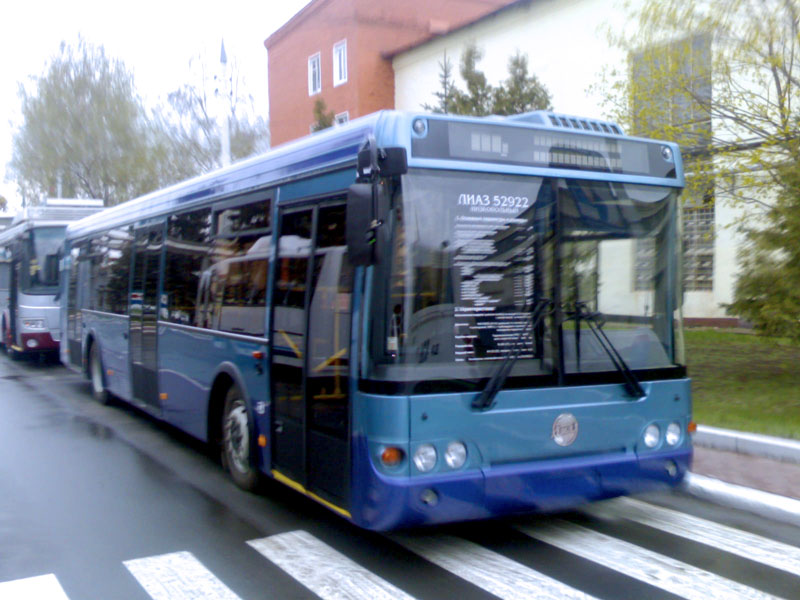
Російський автобус ЛіАЗ
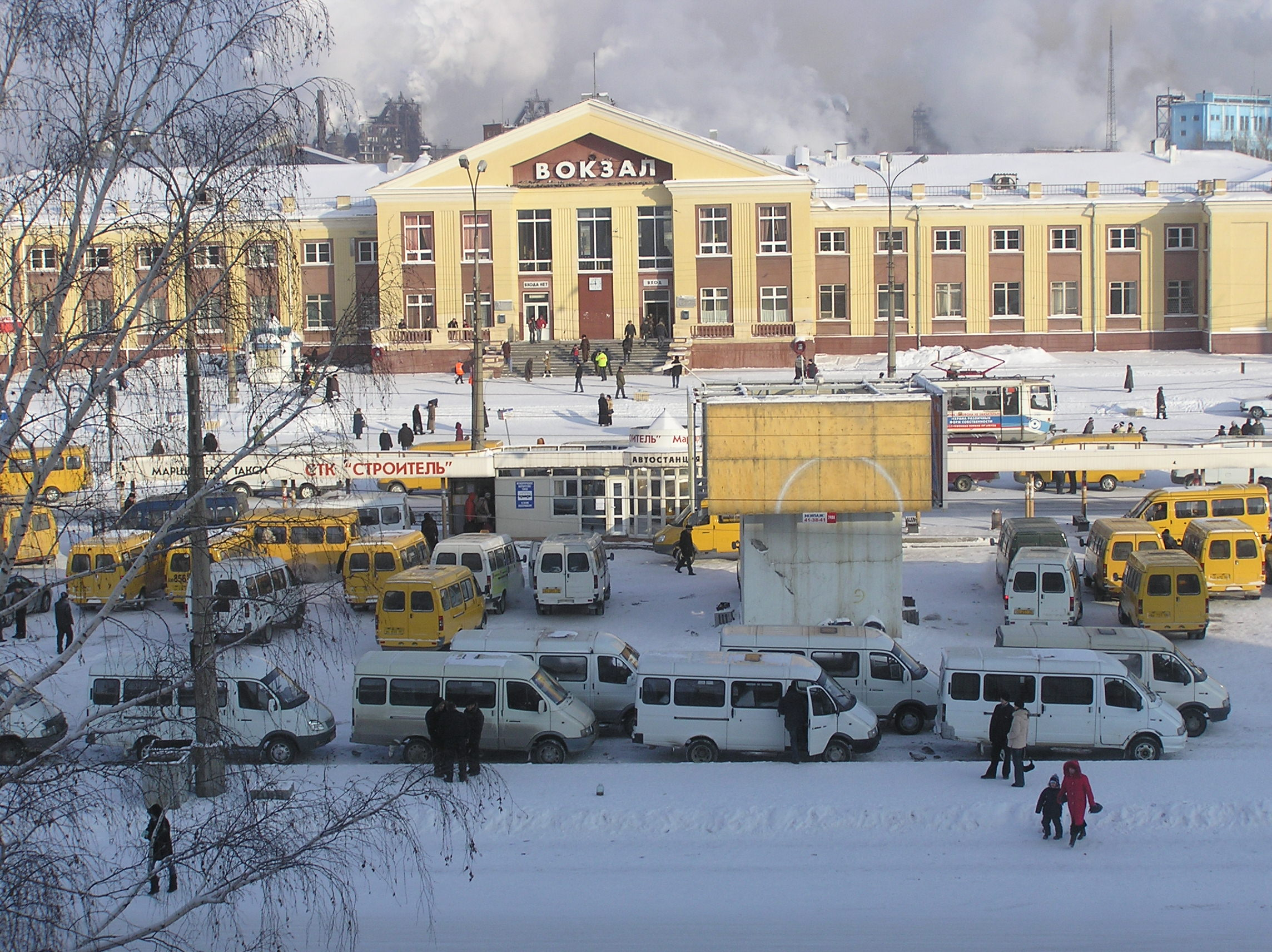
Маршрутки у Нижньому Тагілі, 2007 рік

## Державне управління
Держава здійснює управління транспортною інфраструктурою країни через міністерство транспорту. Станом на 1 грудня 2016 року міністерство в уряді Дмитра Медведєва очолював Соколов Максим Юрійович.

### Українською
- Атлас. 10-11 клас. Економічна і соціальна географія світу / упорядники :  О. Я. Скуратович, Н. І. Чанцева. — К. : ДНВП «Картографія», 2010. — ISBN 978-966-475-639-3.
- Атлас світу / голов. ред. І. С. Руденко ; зав. ред. В. В. Радченко ; відп. ред. О. В. Вакуленко. — К. : ДНВП «Картографія», 2005. — 336 с. — ISBN 9666315467.
- Безуглий В. В. Економічна і соціальна географія зарубіжних країн : Навчальний посібник. — К. : ВЦ «Академія», 2007. — 704 с. — ISBN 978-966-580-239-6.
- Безуглий В. В., Козинець С. В. Регіональна економічна і соціальна географія світу : Навчальний посібник. — видання 2-ге, доп., перероб. — К. : ВЦ «Академія», 2007. — 688 с. — ISBN 966-580-144-9.
- Головченко В., Кравчук О. Країнознавство: Азія, Африка, Латинська Америка, Австралія і Океанія. — К., 2006. — 335 с. — ISBN 966-8939-04-2.
- Дахно І. І. Країни світу: Енциклопедичний довідник / І. І. Дахно, С. М. Тимофієв. — К. : Мапа, 2011. — 606 с. — (Бібліотека нового українця) — ISBN 978-966-8804-23-6.
- Дахно І. І. Економічна географія зарубіжних країн : навчальний посібник. — К. : Центр учбової літератури, 2014. — 319 с. — ISBN 978-611-01-0682-5.
- Дорошенко В. І. Географія транспорту : Навчальний посібник / В. І. Дорошенко, К. Д. Діденко. — К. : Київський нац. ун-т ім. Т. Шевченка, 2010. — 183 с. — ISBN 978-966-439-329-1.
- Дубович І. А. Країнознавчий словник-довідник. — 5-те вид., перероб. і доп. — К. : Знання, 2008. — 839 с. — ISBN 978-966-346-330-8.
- Економічна і соціальна географія країн світу : Навчальний посібник / За ред. С. П. Кузика. — Л. : Світ, 2002. — 672 с. — ISBN 966-603-178-7.
- Зарубіжна транспортна географія : навчальний посібник / уклад. : Петрашевський О. Л. и др. — К. : Національний транспортний університет, 2015. — 95 с. — ISBN 978-966-632-227-5.
- Ігнатьєв П. М. Країнознавство: Країни Азії. — Ч. : Книги-ХХІ, 2004. — 383 с. — ISBN 966-8029-53-4.
- Книш М. М., Мамчур О. І. Регіональна економічна і соціальна географія світу (Латинська Америка та Карибські країни, Африка, Азія, Океанія) : навч. посіб. — Л. : ЛНУ ім. Івана Франка, 2013. — 368 с. — ISBN 978-617-10-0007-0.
- Юрківський В. М. Регіональна економічна і соціальна географія. Зарубіжні країни : Підручник. — К. : Либідь, 2001. — 416 с. — ISBN 966-06-0092-5.

### Англійською
- (англ.) Modern Transport Geography / Hoyle, B. and R. Knowles (eds). — Second Edition,. — London : Wiley, 1998.
- (англ.) Rodrigue, J-P. The Geography of Transport Systems. — Fourth Edition. — N. Y. : Routledge, 2017. — 440 с. — ISBN 978-1138669574.
- (англ.) Taaffe E. J., Gauthier H. L. and O'Kelly M. E. Geography of transportation. — Second Edition. — N. Y. : Prentice Hall, 1996. — ISBN 0-13-368572-1.
- (англ.) Black, W. Transportation: A Geographical Analysis. — N. Y. : Guilford, 2003.

### Російською
- (рос.) Максаковский В. П. Географическая картина мира. Книга I: Общая характеристика мира. — М. : Дрофа, 2008. — 495 с. — ISBN 978-5-358-05275-8.
- (рос.) Максаковский В. П. Географическая картина мира. Книга II: Региональная характеристика мира. — М. : Дрофа, 2009. — 480 с. — ISBN 978-5-358-06280-1.
- (рос.) Физико-географический атлас мира. — М. : Академия наук СССР и главное управление геодезии и картографии ГГК СССР, 1964. — 298 с.
- (рос.) Шаповал Н. С. Транспортная география и транспортные системы мира : учебное пособие. — К. : Центр учбової літератури, 2006. — 188 с. — ISBN 000-0000-00-4.
- (рос.) Экономическая, социальная и политическая география мира. Регионы и страны / под ред. С. Б. Лаврова, Н. В. Каледина. — М. : Гардарики, 2002. — 928 с. — ISBN 5-8297-0039-5.
- (рос.) Энциклопедия стран мира / глав. ред. Н. А. Симония. — М. : НПО «Экономика» РАН, отделение общественных наук, 2004. — 1319 с. — ISBN 5-282-02318-0.